# Titularerzbistum Selge
Das Erzbistum Selge (italienisch arcidiocesi di Selge, lateinisch Archidioecesis Selgensis) ist ein Titularerzbistum der römisch-katholischen Kirche. 
Es geht zurück auf einen früheren Bischofssitz in der antiken Stadt Selge in der kleinasiatischen Landschaft Pamphylien an der südlichen Mittelmeerküste der heutigen Türkei.
| Titularerzbischöfe von Selge |                                                       |                                                                     |                   |                    |
| Nr.                          | Name                                                  | Amt                                                                 | von               | bis                |
| 1                            | Antoine-Marie-Joseph Usse MEP                         | Apostolischer Vikar von Nordburma (Britisch-Indien)                 | 22. Dezember 1893 | 21. April 1905     |
| 2                            | Eduardo Solar Vicuña Titularbischof pro hac vice      | Weihbischof in La Serena (Chile)                                    | 8. September 1914 | 19. März 1920      |
| 3                            | Raymond-René Lerouge CSSp Titularbischof pro hac vice | Apostolischer Vikar von Französisch-Guinea (Französisch-Westafrika) | 22. April 1920    | 12. Mai 1949       |
| 4                            | João Batista Portocarrero Costa                       | Koadjutorerzbischof von Olinda und Recife (Brasilien)               | 3. Juli 1953      | 6. Januar 1959     |
| 5                            | Bernard James Sheil                                   | Weihbischof in Chicago (USA)                                        | 5. Juni 1959      | 13. September 1969 |